# 前369年4月11日日食
前369年4月11日日食是一次全食帶起於非洲東北部非洲之角，經過阿拉伯海、印度半島、中國長江流域、黃淮平原、長白山、日本北海道，最終結束於北太平洋海面的日環食。

## 文獻記錄
中國史書《史記》記載，戰國時期秦獻公十六年，「民大疫。日食」，《紀年》也記載，「惠成王元年，晝晦」。經後人推算，西元前369年4月11日中國時區下午13點45分，曾發生一次日環食，秦國渭河平原一帶可見食分0.91。

## 基本參數
- 類型：環食

- 沙羅周期序號：52
- 日期：前369年4月11日（儒略曆）
- 時間：8時59分55秒 (UTC)
- 地點：北緯30.0°，東經99.6°
- 食分：0.9467
- 太陽高度：65°
- 月球本影路經寬度：215公里
- 全食持續時間：6分6秒